# シュテファン・ヤンク
シュテファン・ヤンク（Ștefan Iancu、1998年7月1日 - ）は、スーペルリーガ、CSMシュティインツァ・バヤ・マーレに所属するラグビーユニオン選手。

## プロフィール
- ルーマニア・ニューヨーク出身[1]。
- ポジションはロック(LO)。
- 身長 205cm、体重 130kg
- U20ルーマニア代表に選ばれたことがある。
- ルーマニア代表キャップは15（2024年12月現在）でラグビーワールドカップ2023のルーマニア代表に選ばれた[2]。

## 略歴
CSMブクレシュティ、SCMグローリア・ブザウ、チンノーRFCを経て、2022年、CSMシュティインツァ・バヤ・マーレに加入。